# آخت‌هوفن، اوترخت
آخت‌هوفن، اوترخت (به هلندی: Achthoven, Utrecht) یک سکونتگاه مسکونی در هلند است که در Montfoort واقع شده‌است.

## خصوصیات
آخت‌هوفن ۱۷۰ نفر جمعیت دارد.